# Chotynec
Chotynec (in russo: Хотынец) è una insediamento di tipo urbano russa posta sotto il distretto amministrativo dell'Oblast' di Orël.

## Geografia fisica

### Clima
La insediamento di Chotynec ha un clima continentale freddo.

## Società

### Evoluzione demografica
- 1959: 2.277
- 1970: 2.962
- 1979: 4.027
- 1989: 4.629
- 2002: 4.238
- 2010: 3.866
- 2018: 3.755